# Jan Arie de Groot
Jan Arie de Groot (Rotterdam, 13 september 1923) was een Nederlands verzetsstrijder tijdens de Tweede Wereldoorlog.

## Levensloop
Jan de Groot (alias Jos) ging in juli 1940 naar Amsterdam om daar in de kledingfabriek van zijn oom te worden opgeleid tot confectionair. Met het steeds verder aanscherpen van de diverse maatregelen om de Joden de samenleving uit te werken, raakte hij in de eerste helft van 1942 actief in de illegaliteit, aanvankelijk vooral met Jodenhulp. Al snel verwierf De Groot zich daarbij tal van belangrijke contacten.
Begin 1943 ontmoette hij Fritz Conijn uit Alkmaar, die in die regio actief was voor het Nationaal Steun Fonds en de Landelijke Organisatie voor Hulp aan Onderduikers en omstreeks medio '43 gingen zij beiden deel uitmaken van een los verband van K.P.'ers in Noord-Holland, die in groepjes van wisselende samenstelling gewapende overvallen – meest bonnenkraken – ondernamen.
Geleidelijk ontstonden hieruit enkele vaste knokploegen, waaronder begin maart '44 de K.P.-Alkmaar (op instigatie van Leen Valstar). Deze ploeg werd geleid door Fritz Conijn en behoorde tot de L.K.P.  In de navolgende maanden ging De Groot deelnemen aan het kraakwerk van de K.P.-Alkmaar, maar ook aan verscheidene andere illegale acties in Noord-Holland, zoals de bevrijdingsoverval op het Huis van Bewaring aan de Weteringeschans in Amsterdam (deze overval mislukte; De Groot wist ternauwernood te ontkomen).
Tijdens en na de oorlog heeft De Groot goede banden met de Rotterdamse SD-informant en zwarthandelaar Peter Louis Henssen. Samen waren zij in april '45 hoofddaders van de roofmoord op Pieter van Vessem, diens vrouw en zijn adjudant. In juni dat jaar is De Groot betrokken bij de moorden op Kitty van der Have, Pieter Kuntz en Maria Schram. In oktober '49 staan Henssen en De Groot voor de rechter wegens internationale smokkelpraktijken. Henssen deed in hetzelfde proces ook aangifte tegen De Groot wegens verduistering. Ook noemt Henssen tijdens verhoor in 1949 de betrokkenheid van De Groot bij de moord op Kitty van der Have. In reactie hierop ging De Groot verklaringen geven over de smokkelpraktijken van Henssen en noemde hij de namen van andere betrokkenen bij de moord op Van der Have. Voor de smokkelaffaire krijgt De Groot 3 maanden voorwaardelijk, terwijl Henssen vijf maanden celstraf en 20.000 gulden boete krijgt. 
In 1950 worden De Groot en Chris Scheffer veroordeeld als de hoofddaders van de moord op Kitty van der Have, het blijft echter bij een voorwaardelijke straf. De moord op Kuntz en Schram wordt genoemd maar niet bestraft.

### Ploeg Jos
In de periode april-juli '44 werden veel illegale contacten en vrienden van De Groot gearresteerd. Toen begin juli '44 deze arrestaties steeds dichterbij kwamen, ging hij terug naar Rotterdam-Kralingen, waar hij in de eerste helft van juli '44 een eigen, onafhankelijke knokploeg vormde: Ploeg Jos. Deze ploeg telde voor september '44 ongeveer twaalf leden. Ploeg Jos opereerde niet in L.K.P.-verband en was dus vrij om zelf te kiezen welke verzetsgroep(en) zij met haar kraakwerk wilde begunstigen. Per kraak had De Groot sanctionering nodig van een verzetsgroep, anders zou hij mogelijk worden geliquideerd door het L.K.P. De Rotterdamse afdeling van de Geheime Dienst Nederland heeft een deel van de roofovervallen van Ploeg Jos gesanctioneerd in de periode juli-augustus 1944.

### Landelijke Knokploegen
Nog in juli '44 had De Groot zijn eerste onderhoud met de plaatselijke L.K.P.-leider Samuel Esmeijer. Hij weigerde vooralsnog zich aan te sluiten bij de L.K.P.-Rotterdam. Wel zegde hij Esmeijer op diens verzoek toe om alle acties die hij zou ondernemen aan hem te melden. Na dit onderhoud en zeker naarmate Ploeg Jos in juli en augustus '44 met succesvol kraakwerk steeds meer blijk gaf van haar kunnen, voerde de L.K.P.-Rotterdam de druk op deze ploeg om zich aan te sluiten op. De Groot begon toch wel wat voor aansluiting te voelen. Al met al was Ploeg Jos op of omstreeks 31 augustus 1944 toegetreden tot de L.K.P. en reeds op Dolle Dinsdag werd zij door Esmeijer ingezet bij de bescherming van de elektriciteitscentrale aan de Galileistraat.
Van haar oprichting in juli '44 tot de bevrijding ondernam Ploeg Jos een groot aantal acties, waaronder overvallen op het raadhuis te Amstelveen (25-07-1944), het spoorwegpostkantoor te Rotterdam (04-10-1944), het politiebureau te Schiedam (07-10-1944), het distributiekantoor IJsselmonde (31-01-1945) en – in samenwerking met leden van de ploegen van Esmeijer, Rien van der Stoep en de K.P.-Zuid – op het hoofdbureau van politie (24-10-1944) op de Dienstelle van de S.D. (21-12-1944; mislukt) en op het hoofdkwartier van de Gestapo (05-04-1945; mislukt).
De leden van Ploeg Jos wilden alleen tegen een bonus de overval op het Spoorwegpostkantoor plegen, waar verzetsleider Esmeijer schoorvoetend mee akkoord ging. Ondanks de riante bonussen bleek na de overval een bedrag van 90.000 gulden spoorloos, dat onder druk van Esmeijer alsnog werd overhandigd.
De leiding van de ploeg bleef tot de bevrijding in handen van De Groot.

## Leden
Enkele leden van Ploeg Jos:
- Antonia Johanna Allebé (Rita)
- Cornelius van den Broek (‘Kees’)
- G.W. Dobbelaere (Staf)
- Jan Wiebo Florissen (Wiebo)
- Jan Arie de Groot (Jos)
- Johannes Hendrikse (Louis)
- Anton van den Hurk (Pierre)
- Isidoor Huijkman (Van Bremen)
- Dirk de Jong
- Aad Korteweg
- Henk van der Linden (Zwarte Henk)
- Wilhelm Lünzen (Duitse Wim)
- Pieter J. Simpelaar (Zeeuwse Jaap)
- Siemen Sleeswijk Visser (Sim/S.J. de Jong)
- Leen Velthoen (Dunne Leen)